# Косарка (приток Хопра)
Косарка (устар. Касарка) — река в России, протекает в Новониколаевском и Урюпинском районах Волгоградской области. Длина реки составляет 62 км, площадь водосборного бассейна 761 км².
Река вытекает из пруда Мелиоративный, расположенного между хуторами Орловский и Дуплятский. Исток расположен на высоте 136 метров над уровнем моря. Устье реки находится в 288 км по левому берегу реки Хопёр. Высота устья 73 метра над уровнем моря.

## Данные водного реестра
По данным государственного водного реестра России относится к Донскому бассейновому округу, водохозяйственный участок реки — Хопёр от впадения реки Ворона и до устья, без рек Ворона, Савала и Бузулук, речной подбассейн реки — Хопер. Речной бассейн реки — Дон (российская часть бассейна).
По данным геоинформационной системы водохозяйственного районирования территории РФ, подготовленной Федеральным агентством водных ресурсов:
- Код водного объекта в государственном водном реестре — 05010200512107000007445
- Код по гидрологической изученности (ГИ) — 107000744
- Код бассейна — 05.01.02.005
- Номер тома по ГИ — 07
- Выпуск по ГИ — 0